# کارل چارلز
 کارل چارلز (انگلیسی: Carl Schulz؛ زاده ۱۲ نوامبر ۱۸۵۱ درگذشته ۱۵ اوت ۱۹۴۴) یک فیزیک‌دان اهل نروژ بود.